# Wasserschloss Gershausen
Das Wasserschloss Gershausen ist ein ehemaliges Wasserschloss in der Gemarkung von Braunau, einem südlichen Stadtteil von Bad Wildungen im Landkreis Waldeck-Frankenberg in Nordhessen. Die später zum Wasserschloss umgebaute Niederungsburg befand sich an der Stelle des heutigen Guts Gershäuser Hof im Kellerwald, etwa 7 km südlich von Bad Wildungen, im südlichsten Zipfel des einstigen Fürstentums Waldeck.

## Lage
Die Anlage befand sich auf 343 m über NHN im Tal des Gersbachs zwischen Braunauer Berg (441 m) im Norden, Orthberg (447 m) im Südosten, Haardtberg (437 m) im Westen und Lennkopf (425 m) im Nordwesten. Unmittelbar östlich des heutigen Gutshofs zweigt die nach Braunau führende Kreisstraße K 44 noch Norden von der in allgemein west-östlicher Richtung von Bergfreiheit nach Bad Zwesten führenden Landesstraße L 3296 ab.

## Geschichte
An der Stelle befanden sich bereits im Mittelalter eine kleine Burg und eine in ihrem Schutz angelegte Siedlung, die eine eigene, bis ins 13. Jahrhundert zum Erzpriesterstift (Dekanat) Urf, danach zum Erzpriesterstift Bergheim (beide im Archidiakonat Fritzlar) gehörende Pfarrei hatte, aber wohl im 16. Jahrhundert wüst fiel. Die Herren von Löwenstein, die knapp 5 km südöstlich auf ihrer Burg Löwenstein residierten, hatten ihnen von den Grafen von Waldeck verliehenen Besitz und Einkünfte in Gershausen, wohl weil sie dort als Lehnsmannen der Grafen amtierten; so ist bekundet, dass Löw von Löwenstein 1320 gräflich-Waldecker Burggeld zu „Gerhartshusin“ erhielt und dass die von Löwenstein im Jahre 1506 das bisher Waldecker Geschoss zu „Gerßhußen“ erhielten. Im Jahre 1530, als die Hute zu „Gerßhußen“ nach Streit zwischen Waldeck und den von Löwenstein geteilt wurde, scheint der Ort bereits wüst gewesen zu sein. 1580 verkaufte Johann von Löwenstein seinen letzten Besitz zu Gershausen an Waldeck.
Im Jahre 1614 kam die Burg mit der Feldmark an Ludwig Wilhelm von Hanxleden, der dem Grafen Christian von Waldeck zu Wildungen im Tausch dafür ein Burggut in Alt-Wildungen gab.  Sie trugen dem Grafen ihre bei der Burg eingerichteten Meierhöfe zu Lehen auf und bauten die Burg in der Zeit des Dreißigjährigen Kriegs, 1618–1648, zu einer Wasserburg aus. Der runde Bergfried wurde 1637 vollendet. Der Wassergraben wurde und wird noch immer vom Gersbach gespeist, der etwa 1 km westlich entspringt und etwa 2,5 km weiter östlich, kurz vor Bad Zwesten, wenige Meter nördlich der Einmündung der Landesstraße L 3296 in die B 485 (Wildunger Straße), in den Wälzebach mündet. Die Gräben sind noch heute zum großen Teil vorhanden, an zwei Stellen sind sie zu kleinen Teichen nördlich und südwestlich des Gutshofs erweitert.
Eine erste Erweiterung der Burg zu einem kleinen Schloss erfolgte 1692. In der Zeit zwischen 1780 und 1790 bauten die von Hanxleden die Anlage erheblich aus und um. Der damalige Hauptbau, der auch heute noch existiert, war ein Fachwerkbau mit Krüppelwalmdach und spätbarocker Haustür. Der daneben stehende Rundturm wurde in dieser Phase im Jahre 1790 bis auf den noch heute bestehenden Stumpf abgebrochen. Das Anwesen ist seitdem als Gershäuser Hof bekannt, erscheint auf historischen Karten des Kurfürstentums Hessen allerdings auch als Kershäuser Hof.
Eigentümer des landtagsfähigen Gutes waren Johann Wilhelm von Hanxleden (1698–1764), dessen Sohn Ludewig von Hanxleden (1744–1815) und Wilhelm von Hanxleden (1789–1869). Die Herren von Hanxleden blieben bis 1881 Besitzer des Hofs, dann kam er an die Familie von Elmendorff und 1903 an die Familie Monstadt.

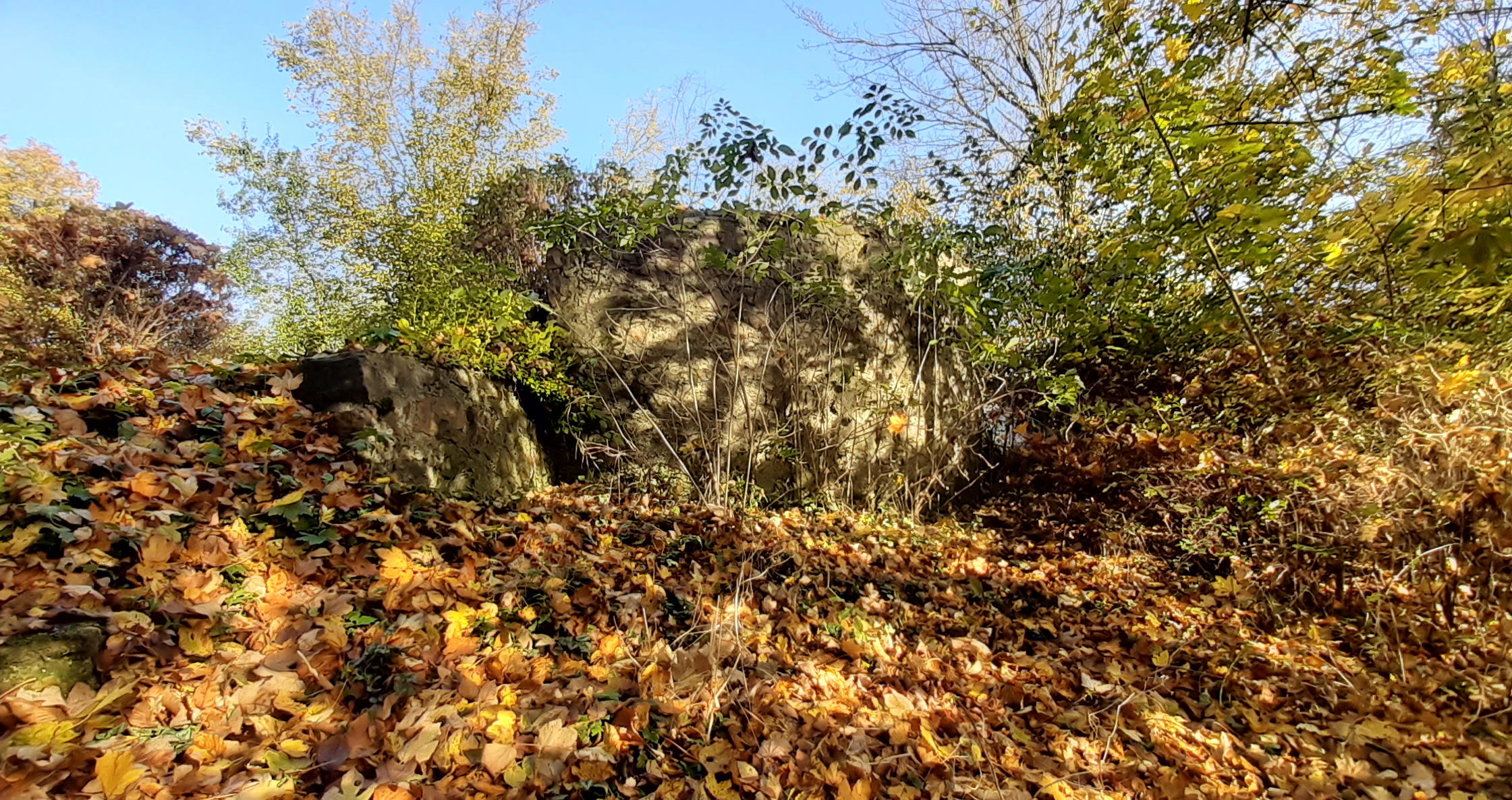
Außenseite der  Reste der Ringmauer mit Rondell (vermutlich ehemaliger Eckturm)
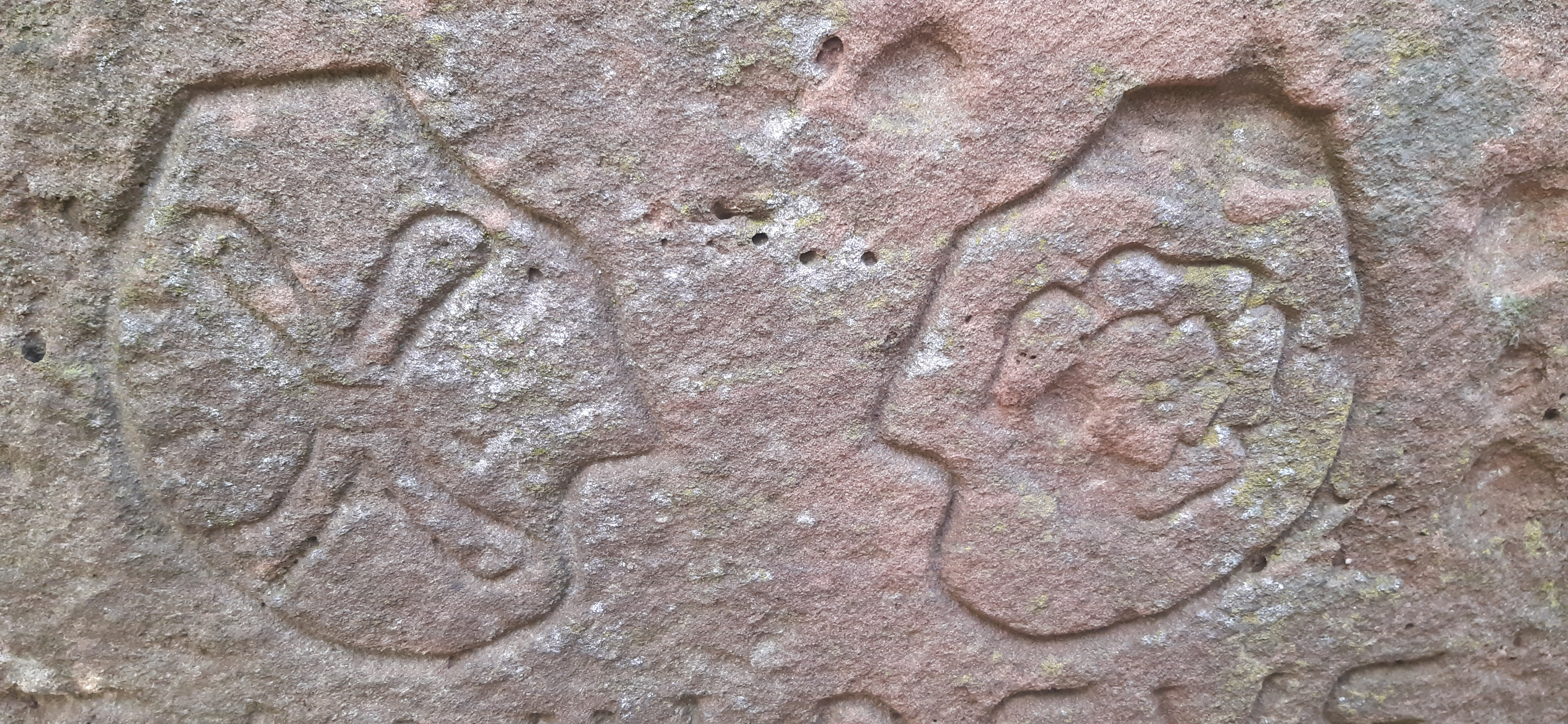
Doppelwappen von Hanxleden und von Saldern (Außenseite des Rondells)
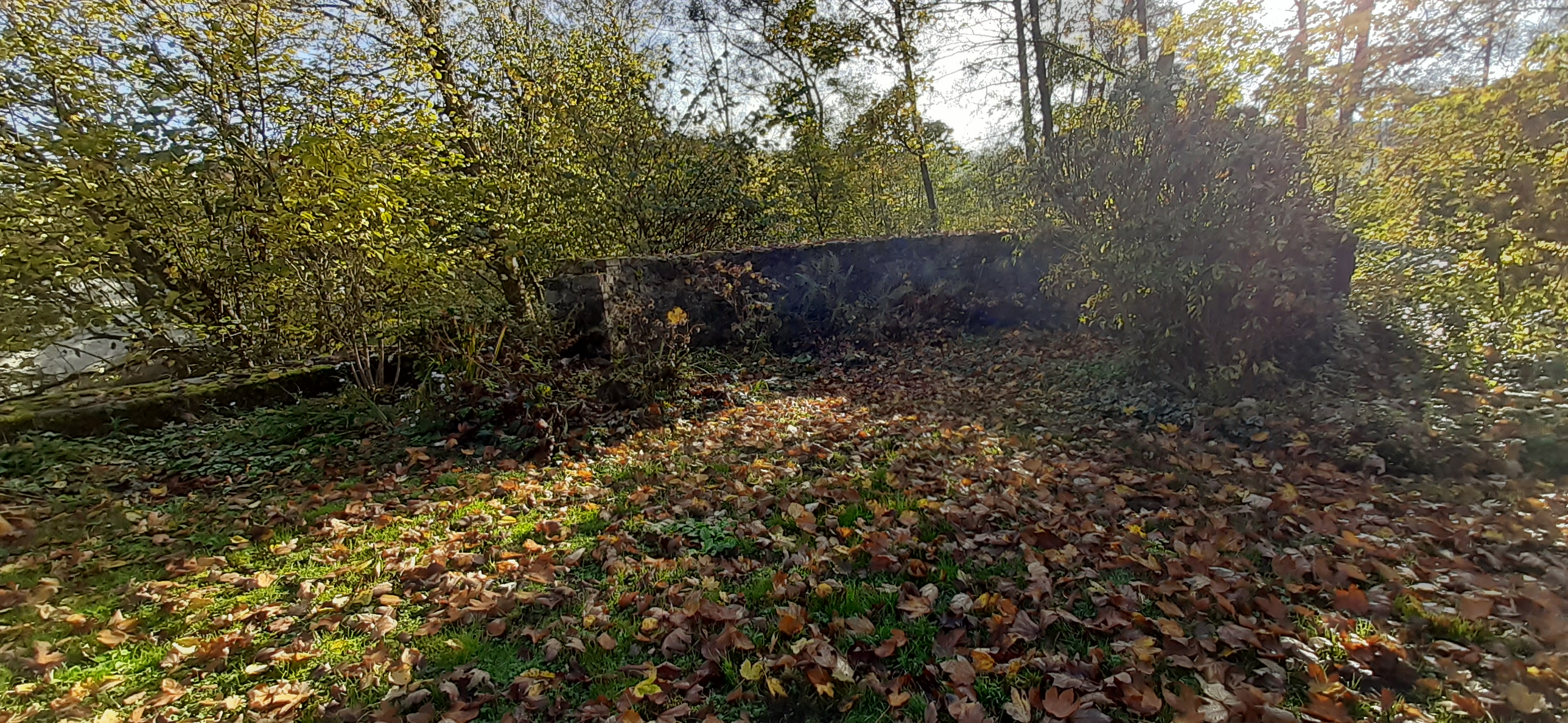
Innenseite

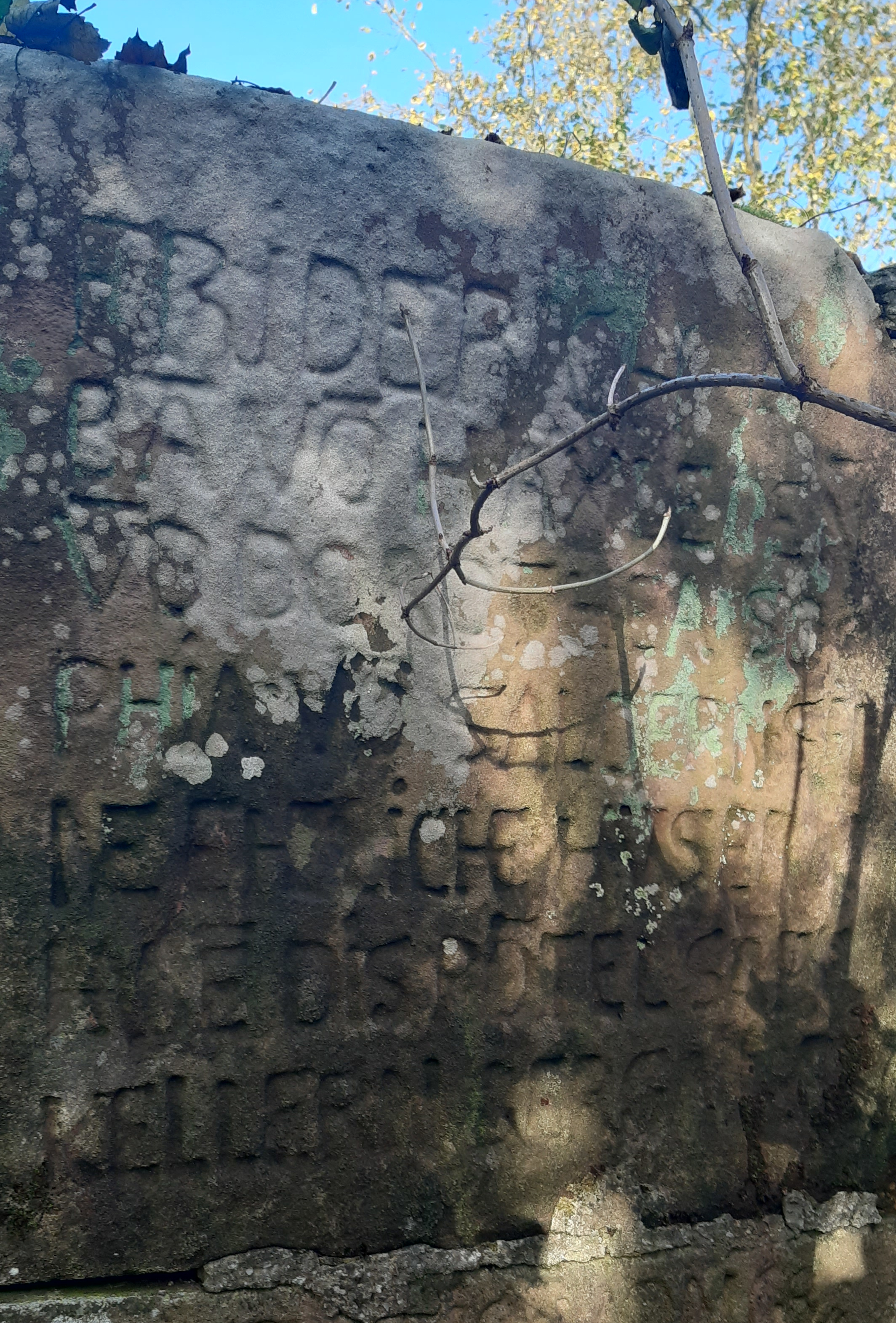
Wappenspruch oben: „Friedrich Alban von Hanxleden und Dorothea Sophia von Saldern seine eheliche Hausfrau haben dies Rontel sampt Kellern Bergarbeit (...)“
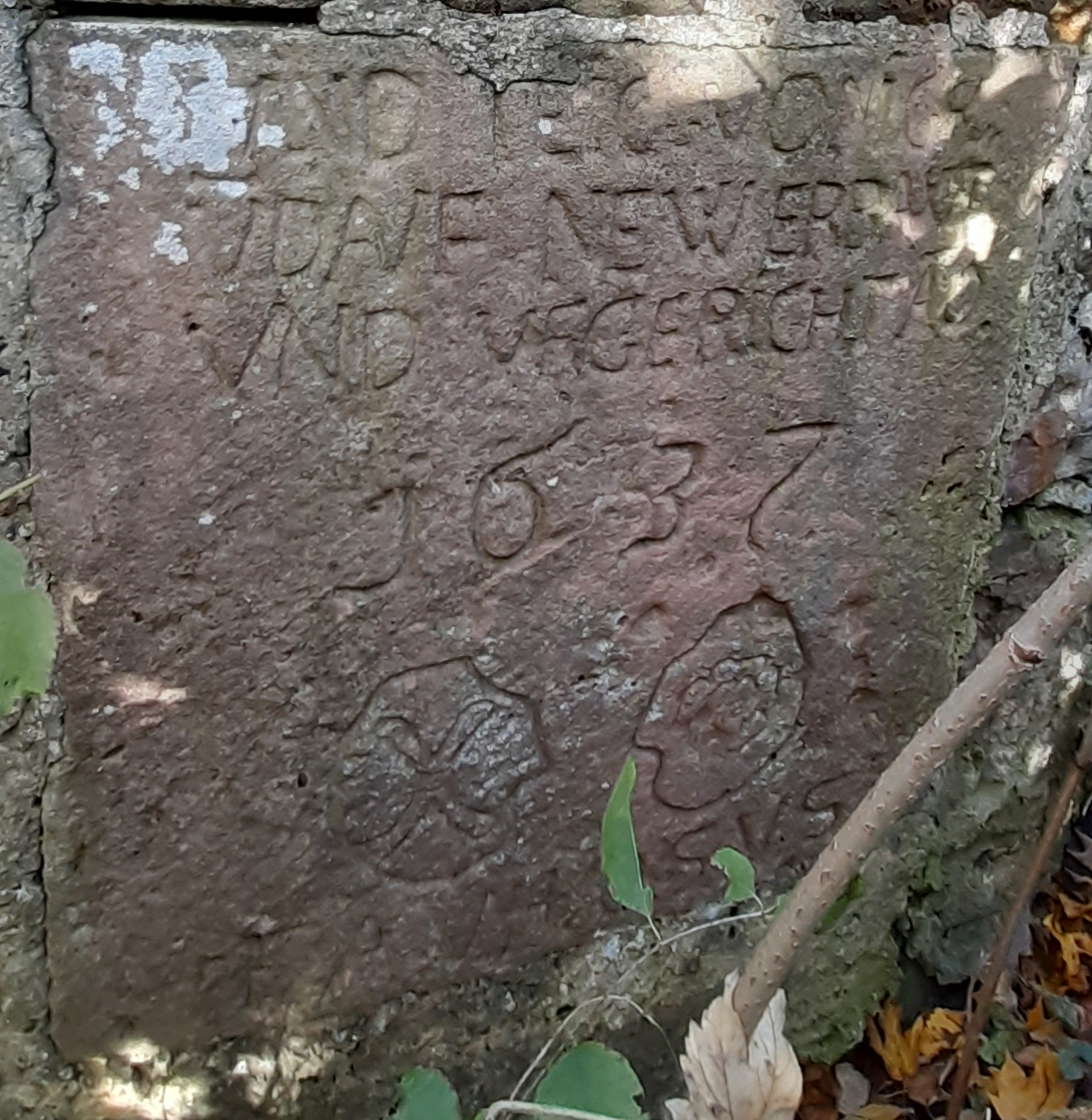
Darunter: „(...) und Teich von Grund auf new erbawt und ufgericht Anno 1637“. Darunter das Doppelwappen Hanxleden / Saldern, darunter die Initialen der Beiden: „F.A.V.H. (und) S.V.S.“.

## Heutiger Zustand
Der zwischen 1780 und 1790 erweiterte Wohnbau steht noch heute, verputzt, am westlichen Rand des Gutshofs. Von der einstigen Wasserburg sind heute noch der etwa 4 Meter hohe runde Stumpf des Bergfrieds mit einem Allianzwappen derer  von Hanxleden und von Saldern, sowie geringe Mauerreste, ein Gewölbekeller und Teile der Wassergräben erhalten. Der nördliche Eckteil des Gutshofes mit seinem Fachwerkbestand und dem wuchtigen, Bergfried gleichen Eckturm mit Pyramidendach ist sicher der älteste Teil des Vorwerkes.

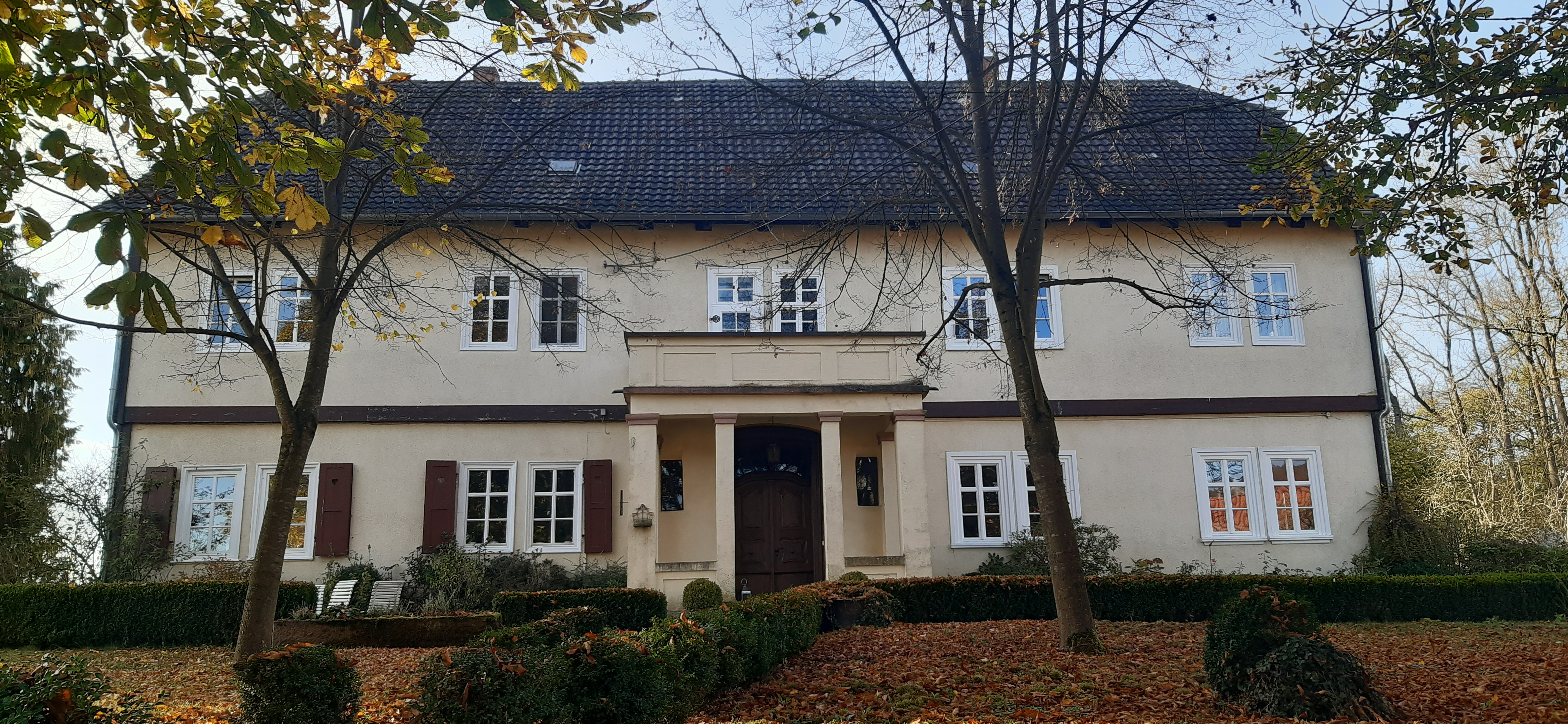
Heutiges Haupthaus auf dem Burghügel
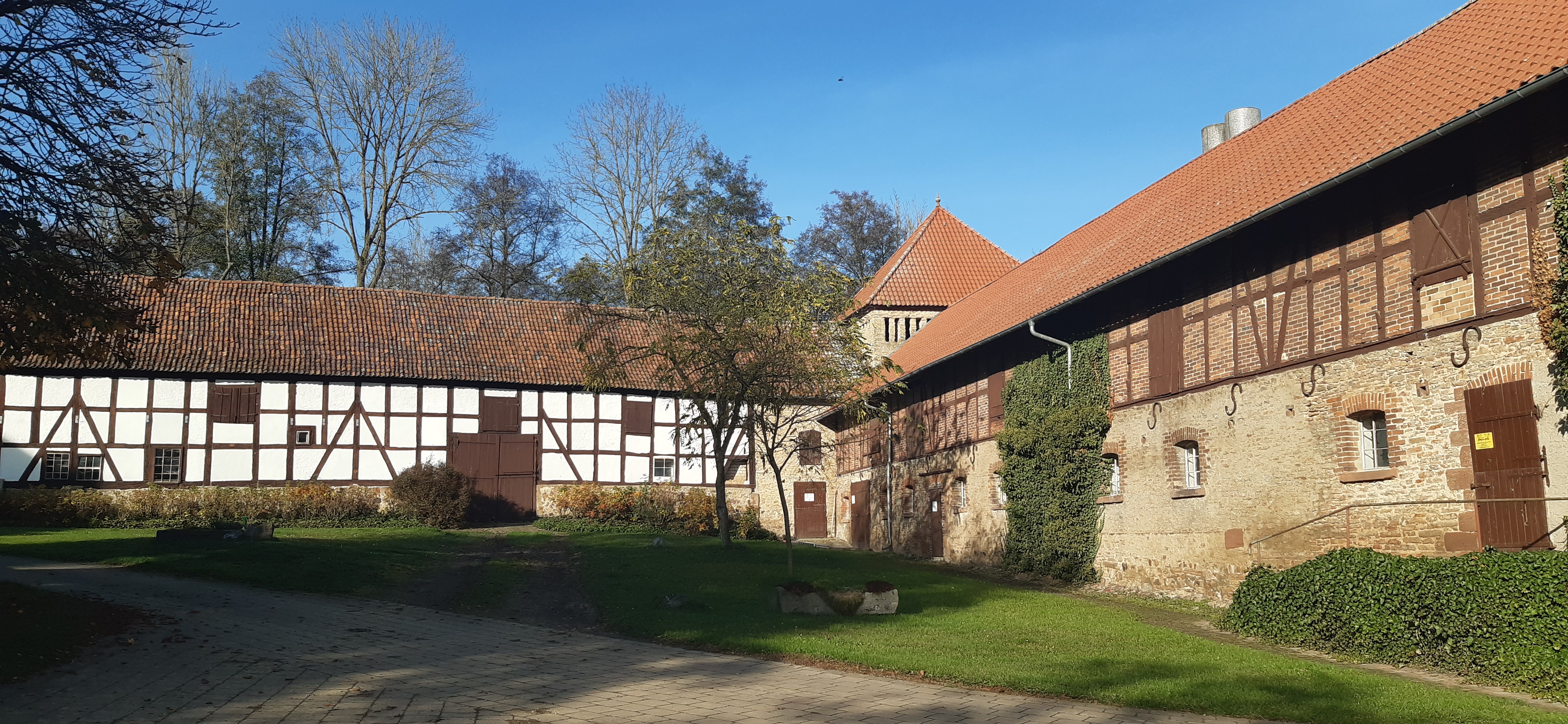
Nördlicher Vorwerkteil in Fachwerkbauweise mit Eckturm

## Erbbegräbnis
Etwa 500 m westlich des Hofs befindet sich in einem etwa 50 m × 50 m großen Hain mitten im Feld zwischen dem Gersbach und der L 3296 ein Erbbegräbnis der Hanxleden zu Gershausen.

## Rödernhof
Zum Gut gehörte früher auch die rund 1 km bachabwärts gelegene Gershäuser Mühle (Kershäuser Mühle), heute Rödernhof genannt.